# Командне чемпіонство WWE серед жінок
Командне чемпіонство WWE серед жінок (англ. WWE Women's Tag Team Championship) — це чемпіонський парний титул професійного реслінгу для жіночих команд, що створений і просувається американським промоушеном WWE. Це єдине жіноче командне чемпіонство у WWE, тому воно розігрується серед представниць відразу трьох брендів компанії: RAW та SmackDown (основний ростер компанії), а також NXT (бренд розвитку талантів). Чинні чемпіонки — представниці SmackDown Шарлотт Флер та Алекса Блісс, що перемогли членів угруповання «Судний День» Роксанн Перес та Ракель Родрігес з бренду RAW на шоу SummerSlam 2025 року. Це перше чемпіонство для команди Флер і Блісс. Для Шарлотт це 2-ий командний титул, для Алекси — четвертий.
Створення чемпіонського титулу було оголошено в епізоді Monday Night Raw від 24 грудня 2018 року. Бейлі та Саша Бенкс, які тоді виступали під назвою The Boss 'n' Hug Connection стали першими чемпіонами в лютому 2019 року і були частиною бренду Raw під час свого першого рейну. Спочатку титул був створений  для RAW, SmackDown і NXT, але після суперечливого фіналу захисту титулу в березні 2021 року був створений окремий титул командних чемпіонок NXT. Однак після об'єднання титулів у червні 2023 року, NXT-ий варіант був виведений з експлуатації, а жіноче командне чемпіонство WWE знову стало доступним для NXT. Титул був розіграний у головному матчі PPV-шоу WWE TLC: Tables, Ladders & Chairs у 2019 році.
Цей титул відрізняється від командного чемпіонства WWF серед жінок, яке розігрувалось з 1983 по 1989 рік і не має спільного з ним походження.

## Зауваження
1. ↑  Белер була чемпіонкою 104 дні з Джейд Каргілл й 73 з Наомі. WWE визнає цей рейн нерозривним для Белер.
2. ↑  WWE визнає перший рейн команди Воїни Кабукі (Аска й Кайрі Сейн) довжиною у 180 днів, згідно запису шоу у 2020 році. В реальності чемпіонство тривало 171 або 172 дні, адже точна дата запису шоу невідома, бо зйомка відбувалась під час пандемії COVID-19.